# 三味線ブラザーズ
『三味線ブラザーズ』（しゃみせんブラザーズ）は、2003年7月に稼動した音楽ゲーム。製造元はカトウ製作所で、販売元はコナミマーケティング。

## 概要
三味線の音ゲー化に至った理由は、当時既にかなりの人気であった和風音ゲー『太鼓の達人』（バンダイナムコゲームス）の影響だと思われる。難易度は「やさしい」「ふつう」「むずかしい」の3種類。『太鼓の達人』でいう「かんたん」は「やさしい」となる。収録曲はJ-POPを中心とした版権曲やが多いが、クラシックやアニメソングなども収録されている（ボーカルは全てカバー）。後にバージョンアップ版として『三味線ブラザーズAdd.Kit』（アディショナルキット）も稼動したが、有償によるキット交換だったため、出回りは少なかった。

## プレイ方法
プレイ方法は、上・中・下のレーンに流れてくるバチを模した音符（高い難易度ではネズミが乗った音符があり、途中でレーンが変わったりする）に合わせ、対応する三味線型コントローラーの弦の部分（上・中・下）を押さえながらバチ引くというBEMANIの『GUITARFREAKS』に近い操作である。コントローラーの構造上、弦の同時押しといった概念は無い。

## NEWバージョン
先述の通り、有償によるバージョンアップ版もリリースされた。旧バージョンとの違いは以下の通り。
- 新曲12曲の追加（ただし、旧バージョンから5曲削除された）。
- プレイする曲を選択した後に難易度を選ぶ仕様に変更。
- お囃子モードの追加。
- 三味線型コントローラーの改善（バチを使わずに、手で直接引く事も可能になった）。

## キャラクター
猫兄弟（名前不明）
兄弟という名の通り、どちらもオス。

## 収録曲
- あの紙ヒコーキくもり空わって
- 亜麻色の髪の乙女
- アンパンマンのマーチ
- いい湯だな
- ウィリアムテル序曲（クラシック）
- 上を向いて歩こう
- 大きな古時計
- おさるのかごや
- おどるポンポコリン
- おもちゃのチャチャチャ
- ガッチャマンの歌
- クラリネットをこわしちゃった
- SAKURAドロップス
- 三味線ロックブラザーズ
- 三味線ブラザーズのテーマ
- 三味ブラ音頭
- 人生いろいろ
- それいけ三味線ブラザーズ
- 第九（クラシック）
- 津軽じょんがら節（ロック版）
- 月のしずく
- 鉄腕アトム
- 天使のウインク
- 夏色
- 浪花節だよ人生は
- ね〜ぇ?
- 函館の女
- ハッピーサマーウェディング
- 阪神タイガースの歌（六甲おろし）
- 人にやさしく
- まつり
- ゆけゆけ飛雄馬（巨人の星）
- 与作
- ラストチャンス
- AUDIENCE
- DIAMONDS
- NEWSONG
- Look Back Again
- LOVEマシーン
- VALENTI
- Yeah!めっちゃホリディ

## 備考
- このゲームの稼動開始3ヶ月後に稼働した『太鼓の達人・AC版5』のキャッチコピーが「元祖!お祭り系『太鼓の達人』」となっているが、このゲームが影響したとも考えられる。
- 「pop'n music 12 いろは」CS版に三味線ブラザーズという曲があるが一切関係はない。
- 収録された曲のうち、「おもちゃのチャチャチャ」と「ね〜ぇ?」のボーカル部分をソロボーカリストの尾島梨絵が担当している。[1]